# 군동초등학교
군동초등학교는 대한민국 전라남도 강진군 군동면 라천리에 있는 공립 초등학교이다.

## 학교 연혁
- 1924년 11월 1일 군동공립보통학교 개교
- 1938년 4월 1일 군동공립심상소학교 개칭
- 1941년 4월 1일 군동공립국민학교 개칭
- 1947년 4월 1일 군동국민학교 개칭
- 1981년 3월 5일 병설유치원 인가
- 1995년 3월 1일 금천국민학교 통폐합
- 1996년 3월 1일 군동초등학교로 개칭
- 1997년 3월 1일 대곡초등학교 통폐합
- 2015년 3월 1일 제 28대 전춘식 교장 부임
- 2018년 2월 8일 제 93회 졸업(총 5,990명)

## 참고 자료
- 군동초등학교 - 한국교육학술정보원 학교알리미